# Alma Lusa
Alma Lusa — португальская фолк-группа, созданная специально для конкурса песни Евровидение-1998.
В состав коллектива входили шестеро участников: Инес Сантуш (порт. Inês Santos), Хосе Сид (порт. José Cid), Карлос Хесус (порт. Carlos Jesus), Энрике Лопеш (порт. Henrique Lopes), Карлос Феррейринья (порт. Carlos Ferreirinha) и Педро Соареш (порт. Pedro Soares).
9 мая 1998 года группа приняла участие на ежегодном конкурсе песни «Евровидение» с песней «Se eu te pudesse abraçar» (рус. Если я обниму тебя). Alma Lusa была выбрана посредством голосования национального жюри, где музыканты стали первыми, опередив остальных семь конкурсантов. Главной особенностью группы являлась игра на традиционных португальских музыкальных инструментах. В финале конкурсанты заняли двенадцатое место.